# Estadio Olimpico de San Marcos
L'Estadio Olimpico de San Marcos est un stade de football situé à San Marcos, au Nicaragua,.
Le FC San Marcos joue notamment ses matchs de football dans cette enceinte d'une capacité de 3 000 places.